# 蔡夢麟
蔡夢麟（？—？），江西南城縣人。清朝官員。
蔡夢麟於清仁宗嘉慶四年（1799年）中式己未科三甲進士，曾任江西清遠縣、廣東新會縣、揭陽縣等縣知縣。